# Michael Aris
Michael (Vaillancourt) Aris (Havana, 27 maart 1946 - Oxford, 27 maart 1999) was een Brits boeddholoog in het Tibetaans boeddhisme, bhutanist, tibetoloog en onderzoeker van de Himalaya.
Michael is een eeneiige tweeling met Anthony Aris, eveneens tibetoloog met als specialismes Tibetaanse geschiedenis, cultuur en geneeskunde.

## Biografie
Aris ging na de Worth School in West Sussex naar Durham waar hij in 1967 afstudeerde in moderne geschiedenis aan de Durham-universiteit. Hierna vertrok hij voor zes jaar naar Bhutan als tutor voor de kinderen van de koninklijke familie aldaar.
In 1972 trouwde Michael Aris met de latere Birmese oppositieleidster Aung San Suu Kyi die hij kende uit zijn studietijd. Nadat ze een jaar in Bhutan hadden doorgebracht, verhuisden ze naar Oxford waar hun twee kinderen opgroeiden. Hier startte hij een vervolgopleiding aan de Universiteit van Londen en behaalde hij in 1978 zijn Ph.D. in Tibetaanse literatuur.
Aris was wetenschapper en docent in Aziatische geschiedenis aan het St John's College en later aan het St Antony's College, die beide deel uitmaken van de Universiteit van Oxford. In de laatste jaren voor zijn dood werkte hij hier aan de oprichting van een studiecentrum over Tibet en de Himalaya.
In 1988 keerde Suu Kyi terug naar Birma, in eerste instantie om voor haar moeder te zorgen en vervolgens om de prodemocratie-beweging te leiden. Aris kreeg van het St John's College betaald verlof als fellow, zodat hij voor de zaak van zijn vrouw kon lobbyen.
In 1997 werd bij hem prostaatkanker vastgesteld, die later terminaal bleek te zijn. Er werd door verschillende regeringen, internationale organisaties en prominente personen, onder wie de toenmalige secretaris-generaal van de VN Kofi Annan en paus Johannes Paulus II op de Birmese autoriteiten druk uitgeoefend hem een visum te verstrekken. Een visum werd hem geweigerd en de Birmese regering drong er bij Suu Kyi, die op dat moment vrij was en geen huisarrest had, op aan Birma te verlaten om hem te bezoeken. Ze weigerde uit vrees dat ze daarna het land niet weer zou worden binnengelaten.
Aris overleed op zijn 53e verjaardag in 1999. Sedert zijn vrouw in 1989 voor het eerst onder huisarrest werd geplaatst, hebben ze elkaar nog vijf maal kunnen ontmoeten, de laatste keer tijdens Kerstmis in 1995.